# 압디라흐만 파롤레
압디라흐만 모하무드 파롤레(Abdirahman Mohamud Farole, 소말리어: Cabdiraxmaan Maxamuud Faroole, 1945년 6월 6일 ~ )는 소말리아의 정치인이다. 2009년 1월 8일부터 2014년 1월 8일까지 푼틀란드의 제5대 대통령직을 맡았다.

## 같이 보기
- 푼틀란드